# Балци
Балци (молд. Bălţi, рус. Бельцы) је град у Молдавији.
Други је по површини и привредној важности град у Молдавији након Кишињева, а трећи по броју становника после Кишињева и Тираспоља. Град је један од пет молдавских општина. Понекад се назива и „Северни град”, велико је индустријско, културно, привредно и прометно средиште севера земље. Реч Балци у директном преводу с румунског језика значи „мочвара”. Сматра се да је град тако назван јер је основан на узвисини која доминира мочварним подручјем које формира поток Раутел који је улива у реку Раут.
Према подацима молдавског одељења за статистику и социологију из 2004. у општини Балци живи 127.561 становник, од чега у самом граду 122.669.